# Fullmetal Alchemist: Testvériség
A Fullmetal Alchemist: Testvériség (鋼の錬金術師 FULLMETAL ALCHEMIST 02 / Full Metal Alchemist: Brotherhood; Hepburn: Hagane no Renkinjutsushi: Furumetaru Arukemisuto) animesorozat, Arakava Hiromu Fullmetal Alchemist című mangájának adaptációja. A magyar Animax TV-adó - az első sorozat mintájára - furcsa keverékként a japán eredetű szlenges főcímet és a forgalmazói angol címből a Brotherhood magyarosítását használta. A sorozatot a Bones animálta, Irie Jaszuhiro rendezte, míg forgatókönyvét Ónogi Hirosi írta. A Fullmetal Alchemist: Testvériség a második Fullmetal Alchemisten alapuló televíziós animesorozat, az első a 2003-ban sugárzott Fullmetal Alchemist volt. A Fullmetal Alchemist: Testvériség a manga egy az egybeni adaptációja, hűen követi annak cselekményeit. A sorozatot a manga huszadik tankóbon kötetében jelentették be. A Testvériséget Japánban a japán nyelvű cím mögé ragasztott angol címmel különböztetik meg a 2003-as sorozattól. A sorozat 2009. április 5-én, a Mobile Suit Gundam 00 helyén mutatkozott be az MBS-TBS vasárnapi 17:00-kor kezdődő anime-műsorblokkjában, és heti rendszerességgel futott a 2010. július 4-én leadott záróepizódjáig. Edward és Alphonse Elric főszereplőket ismét Park Romi és Kugimija Rie szinkronszínészek szólaltatják meg.
2009. március 20-án bejelentették, hogy a sorozat angol nyelvű címe Fullmetal Alchemist: Brotherhood lesz, és az angol nyelven feliratozott bemutatkozása az Animax Asia televízióadón lesz 2009. április 10-én, öt nappal a japán premier után. 2009. április 3-án a Funimation bejelentette, hogy az angol nyelven feliratozott epizódokat négy nappal a japán vetítésük után streamelni fogják. A Madman Entertainment is a japán sugárzáshoz képest „napokon belül” streamelte a sorozatot. 2010. február 14-én elkezdték sugározni a sorozat angol szinkronos változatát az Adult Swimen. 2016. február 1-jén a Funimation bejelentette, hogy 2016. március 31-én a Fullmetal Alchemist: Testvériség és a Fullmetal Alchemist: Shamballa hódítója lemezes kiadásának és streamelésének jogát is el fogják veszíteni. A sorozatot az Aniplex of America vette át.

## Megjelenés

### Zene
A Testvériség zenéjét Szendzsu Akira szerezte. A sorozatban tíz témazenét használtak.
Az első tizennégy epizód nyitó- és zárófőcím dala Yui Again, illetve a Sid Uszo (嘘, ’Hazugság’) című dala volt. 
A tizenötödik és a huszonhatodik epizód között a nyitó- és zárófőcím dal a Nico Touches the Walls Hologram, illetve Fukuhara Miho Let It Out című száma volt. 
A huszonhetedik és a harmincnyolcadik epizód között a nyitó- és zárófőcím dal a Sukima Switch Golden Time Lover, illetve Lil’B Cunaida te (つないだ手, ’Megkötött kezek’) című száma volt. 
A harminckilencedik és az ötvenedik epizód között a nyitó- és zárófőcím dal a Chemistry Period, illetve a Scandal Sunkan Sentimental (瞬間センチメンタル, ’Érzelmes pillanat’) című dala volt. 
Az ötvenegyedik és a hatvankettedik epizód között a nyitó- és zárófőcímként a Sid Rain (レイン, ’Eső’), illetve Nakagva Sóko Ray of Light című száma szolgált. 
Ugyan a hatvanharmadik és hatvannegyedik epizódnak nem volt nyitó főcímdala, azonban záró főcímdalként a Raint, illetve a Hologramot használták.
Az animesorozat első zenei albuma 2009. október 14-én, a második 2010. március 24-én, míg a harmadik 2010. július 7-én jelent meg. 2010. július 28-án egy a nyitó- és záró főcímdalokat tartalmazó válogatásalbum is megjelent Fullmetal Alchemist Final Best címmel. Az Ivasiro Taro által komponált Fullmetal Alchemist: Milos szent csillaga animefilm zenei anyaga 2011. június 29-én jelent meg.

## Fogadtatás
A Fullmetal Alchemist: Testvériség első tizennégy epizódját éles kritikával illették az Anime News Network írói, akik szerint az előző anime ismétlődő eseményei a feszültség hiányához vezettek. Chris Beveridge a Mania Entertainmentben azt írta, hogy ezen epizódokban a szereplők tettei közötti eltérésekben, illetve a sorozat érzelmi témájára összpontosító új jelenetekben rejlik a szórakozás. Beveridge egy másik értékelésében dicsérte az új harcjeleneteket és azt mondta, hogy a további dráma „erőssé” tette ezen epizódokat. Chris Zimmerman a Comic Book Binnek írt értékelésében azt mondta, hogy a Testvériség az előző sorozatban nem látott szereplőkkel és revelációkkal „a sarkára állt és kialakította a saját identitását”. Azt is mondta, hogy az animáció jobb mint az első animénél, külön kiemelve a szereplők arckifejezéseit és a harcjelenetek kivitelezését. Charles Solomon a Los Angeles Timesban a 2010-es év második legjobb animéjének sorolta be a Testvériséget.

## Epizódok listája
A Fullmetal Alchemist: Testvériség epizódjainak listája